# محمد احمد محمد
محمد احمد محمد (انگلیسی: Mohamed Abdel Mohamed؛ زادهٔ ۱۴ ژانویهٔ ۱۹۶۸) بازیکن هندبال اهل مصر بود.